# Hastsal
Hastsal är en ort (census town) i distriktet West i National Capital Territory of Delhi i Indien. Den är en förort till Delhi och hade 176 877 invånare vid folkräkningen 2011.